# ビリージーンの伝説
『ビリージーンの伝説』（ビリージーンのでんせつ、原題：The Legend of Billie Jean）は、1982年制作のアメリカ合衆国のドラマ映画。日本では劇場未公開。

## あらすじ
テキサスの田舎町に住むビリー・ジーンと弟のビンクスは原付バイクを不良に壊されたため、その父親で町の有力者パイアットに弁償を求めに行く。だが、家の貧しさを嘲られたうえ、ビリー・ジーンはレイプされそうになる。ビンクスは姉を助けるため銃を発砲、パイアットに怪我を負わせてしまう。
パイアットの虚偽の証言で指名手配された彼らは逃亡する中で、次第に若者やマスコミの支持を得て、一躍ヒーローにまつり上げられていく。

## キャスト
- ビリー・ジーン：ヘレン・スレイター
- ロイド：キース・ゴードン
- ビンクス：クリスチャン・スレーター
- リングウォルド：ピーター・コヨーテ
- パイアット：リチャード・ブラッドフォード
- オフェリア：マーサ・ゲーマン
- プッター：イヤードリー・スミス
- マルドア：ディーン・ストックウェル
- バリー・タブ
- キャロライン・ウィリアムズ
- ジョン・M・ジャクソン